# Nersès Zabbara
Nersès Joseph Zabbara (* 6. června 1969, Aleppo) je syrský kněz arménské katolické církve, patriarchální exarcha jeruzalémský a ammánský a člen Shromáždění katolických ordinářů ve Svaté zemi. Zároveň je apoštolským administrátorem sede vacante arménské archieparchie bagdádské. Dne 27. srpna 2023 byl v syrsko-katolické katedrále Notre Dame de l´Assomption v Aleppu (Halabu) vysvěcen na biskupa. Hlavním světitelem byl arménsko-katolický patriarcha Raphael Bedros XXI. Minassian, ICPB. Spolusvětitelé : 1) arcibiskup Boutros Marayati, arménsko-katolický arcibiskup Aleppa (Halabu), 2) biskup Kévork Assadourian, titulární biskup Amida degli Armeni. 